# Perry Green
Voor Perry Green, het voormalige landgoed van Henry Moore zie Henry Moore Sculpture Perry Green
Perry Green (..., ..-..-....) is een Amerikaans pokerspeler. Hij won onder meer het  $1.000 Ace to Five Draw-toernooi van de World Series of Poker 1976, het $500 Limit Ace to Five Draw-toernooi van de World Series of Poker 1977 en het $1.500 No Limit Hold'em-toernooi van de World Series of Poker 1979. Daarnaast werd hij tweede in zowel het Main Event van de World Series of Poker 1981 als in het $1.000 Limit Omaha-toernooi van de World Series of Poker 1983.
Green won tot en met de World Series of Poker 2011 meer dan $1.000.000,- tijdens pokertoernooien (cashgames niet meegerekend).

## Wapenfeiten
Green maakte zijn entree op de World Series of Poker (WSOP) in de editie van 1976, waarop hij direct zijn eerste titel won. In de daaropvolgende drie WSOP-jaargangen waren de tweede en derde keer dat hij in het prijzengeld kwam, ook goed voor zowel zijn tweede als derde WSOP-titel. Voor Green was dat bovendien het begin van een reeks die op de World Series of Poker 2005 uitmondde in zijn twintigste WSOP-cash.
Green werd op de World Series of Poker 1981 bijna (officieus) wereldkampioen poker, maar Stu Ungar verwees hem in het Main Event naar de tweede plaats. Twee jaar later won hij bijna alsnog zijn vierde WSOP-titel, maar deze keer moest hij David Sklansky voorlaten. Daarmee waren zijn kansen op een volgende toernooioverwinning tijdens de World Series of Poker nog niet verkeken. Zo werd Green daarna onder meer vijfde in zowel het $5.000 No Limit Deuce to Seven Draw-toernooi van de World Series of Poker 1988, het Main Event van de World Series of Poker 1991 als in het $1.500 Limit Ace to Five Draw-toernooi van de World Series of Poker 1993. Op de World Series of Poker 1997 werd hij ook nog derde in het $3.000 Hold'em Pot Limit-evenement, achter winnaar Phil Hellmuth en Tom McEvoy.
Het $10.000 No Limit Hold'em Championship van de World Poker Open was in januari 2003 het eerste toernooi van de World Poker Tour waarop Green prijzengeld won. Zijn negende plaats was goed voor $24.432,-.

## WSOP-titels
| Jaar                       | Toernooi                | Prijs     |
| -------------------------- | ----------------------- | --------- |
| World Series of Poker 1976 | $1.000 Ace to Five Draw | $68.300,- |
| World Series of Poker 1977 | $500 Ace to Five Draw   | $10.000,- |
| World Series of Poker 1979 | $1.500 No Limit Hold'em | $76.500,- |